# Kıvılcım Kaya
Kıvılcım Kaya (ur. 27 marca 1992 w Ankarze) – turecka lekkoatletka, młociarka.
Reprezentantka kraju w pucharze Europy w rzutach.

## Osiągnięcia
- srebrny medal mistrzostw świata juniorów młodszych (Bressanone 2009)
- srebro europejskiego festiwalu młodzieży (Tampere 2009)[2]
- wicemistrzostwo Europy juniorek (Tallinn 2011)
- 15. lokata w eliminacjach i brak awansu do finału podczas igrzysk olimpijskich (Londyn 2012)
- 20. lokata w eliminacjach i brak awansu do finału podczas mistrzostw świata (Pekin 2015)
- 17. lokata w eliminacjach i brak awansu do finału podczas mistrzostw Europy (Amsterdam 2016)
- 26. lokata w eliminacjach i brak awansu do finału podczas igrzysk olimpijskich (Rio de Janeiro 2016)
- srebrny medal igrzysk solidarności islamskiej (Baku 2017)
- 15. lokata w eliminacjach i brak awansu do finału podczas mistrzostw świata (Londyn 2017)
- 14. miejsce w eliminacjach i brak awansu do finału podczas mistrzostw Europy (Berlin 2018)
- 11. miejsce podczas mistrzostw Europy (Monachium 2022)
- złota medalistka mistrzostw kraju

## Rekordy życiowe
- Rzut młotem – 72,55 (2012)